# Bačov
Bačov (německy Batschau) je malá vesnice, část města Boskovice v okrese Blansko. Nachází se asi 4,5 km na sever od Boskovic. Bačov je také název katastrálního území o rozloze 1,73 km2.

## Název
Jméno vesnice bylo odvozeno od osobního jména Bač, což byla domácká podoba některého jména začínajícího na Ba-. Význam místního jména byl "Bačův majetek". První písemný doklad z roku 1358 má zdrobnělou podobu Bačkov (zapsáno jako Backzkow).

## Historie
První písemná zmínka o vesnici pochází z roku 1358.
V letech 1850–1980 byla samostatnou obcí a od 1. ledna 1981 se vesnice stala součástí města Boskovice.

## Fotogalerie

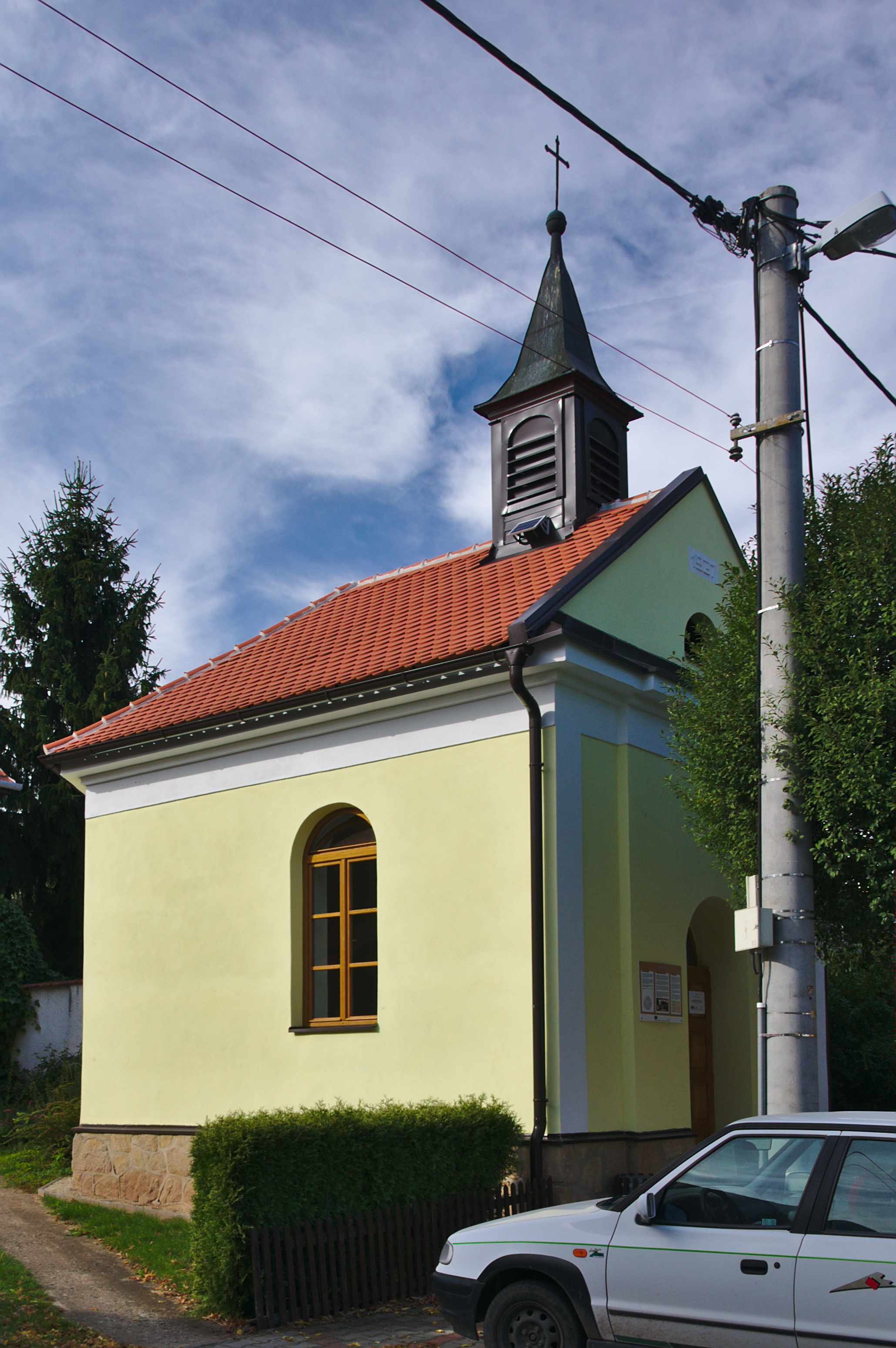
Kaple Nejsvětějšího Srdce Páně
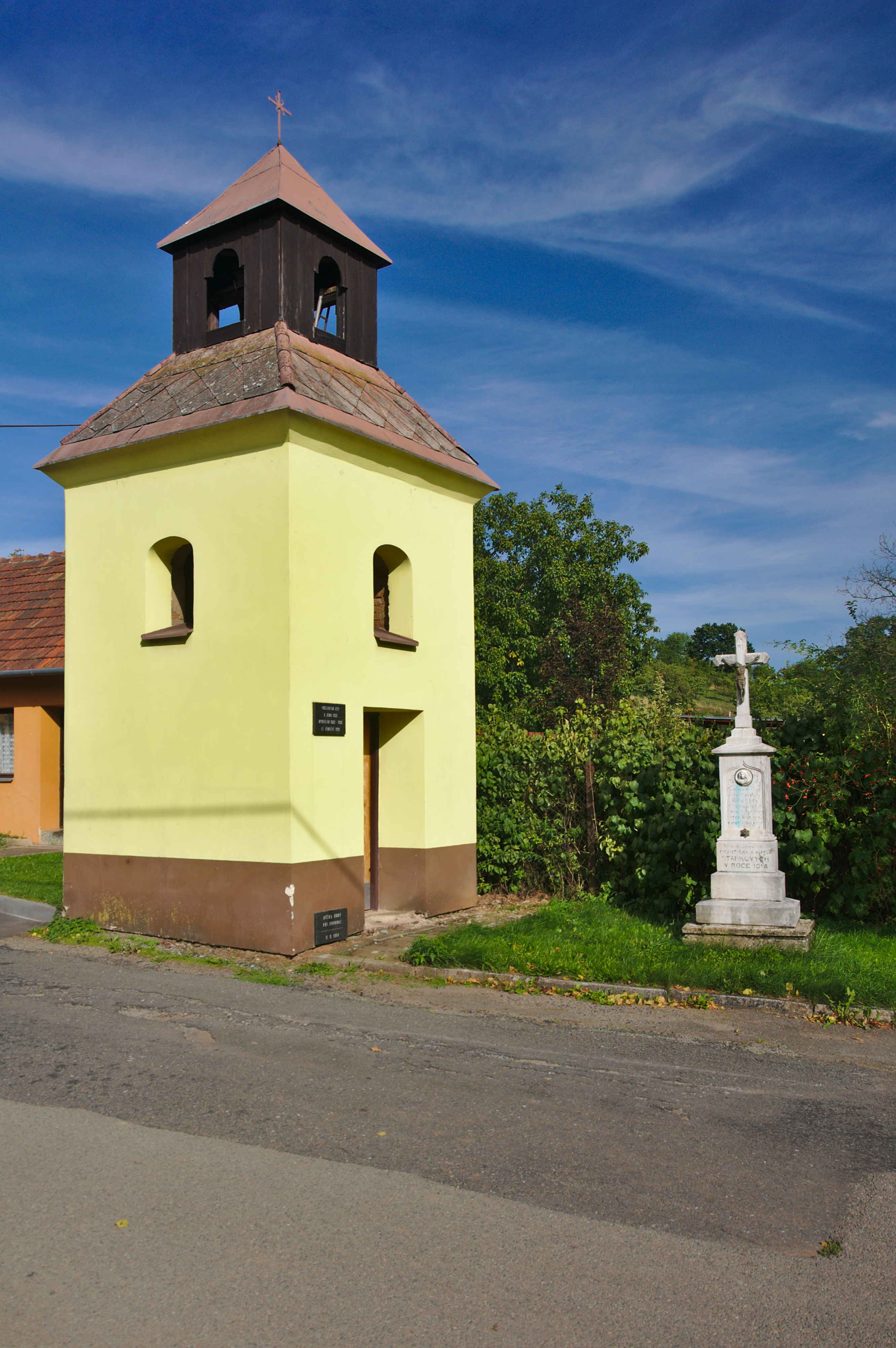
Zvonice
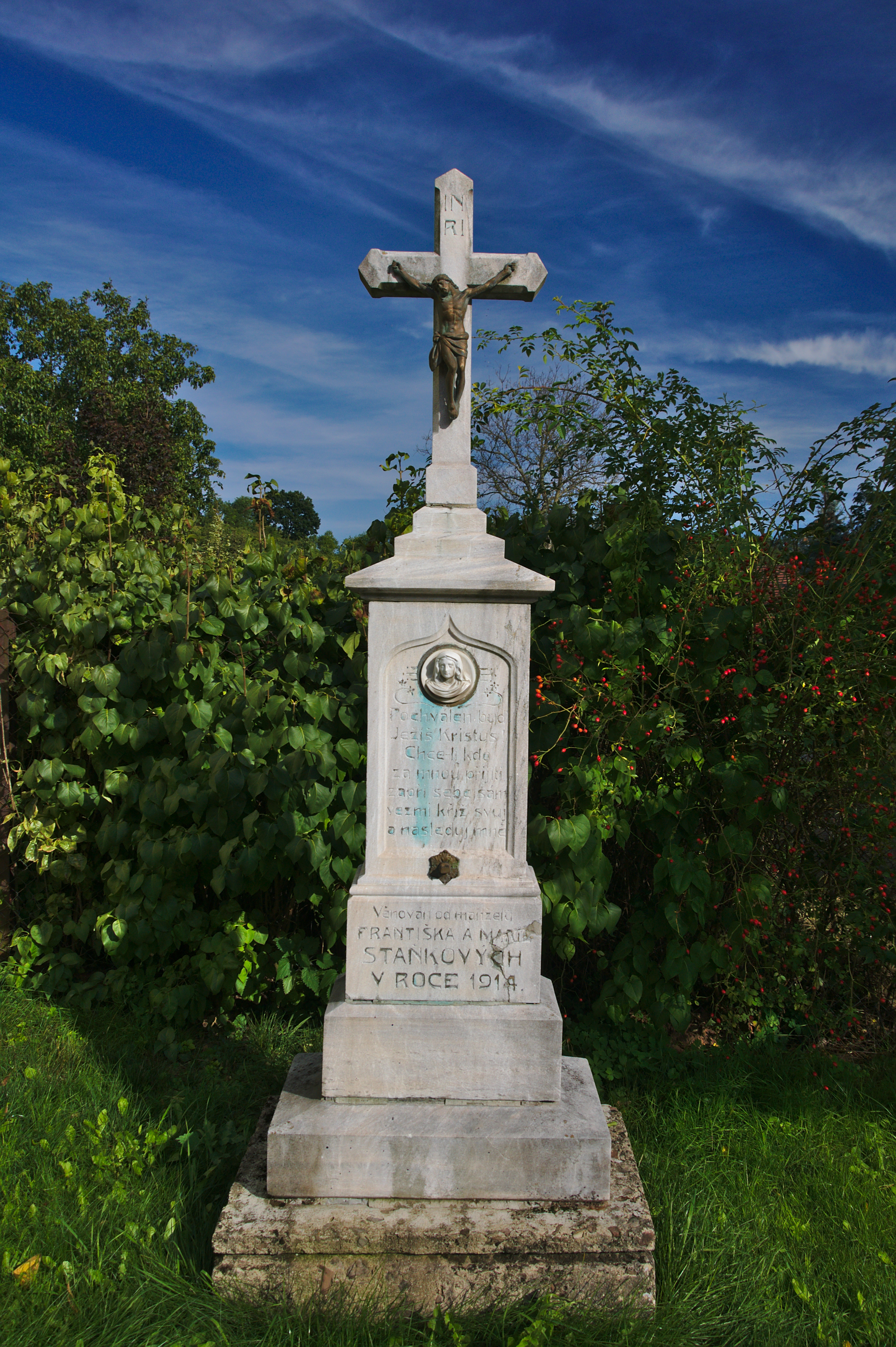
Kříž vedle zvonice
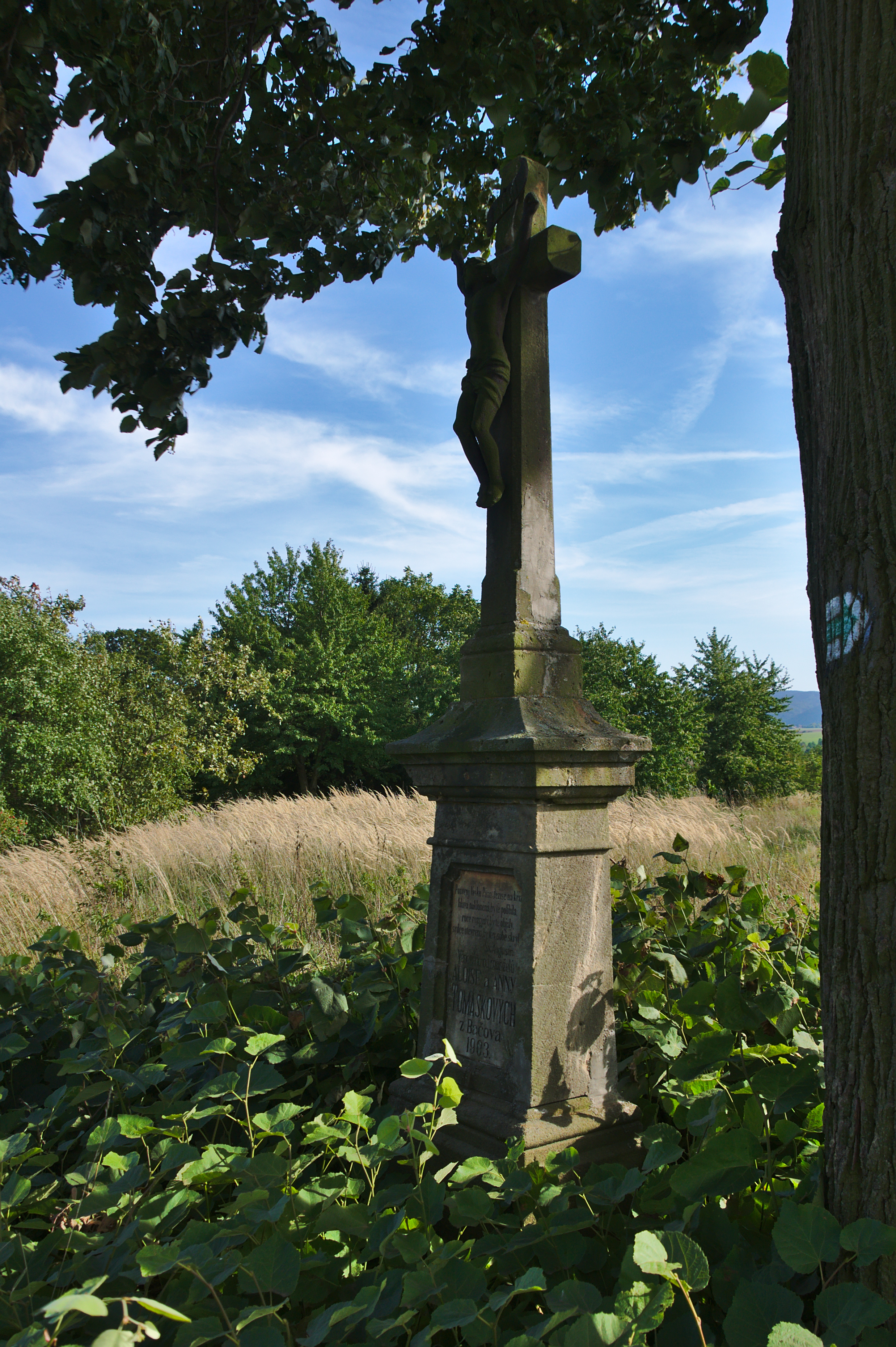
Kříž severně od obce
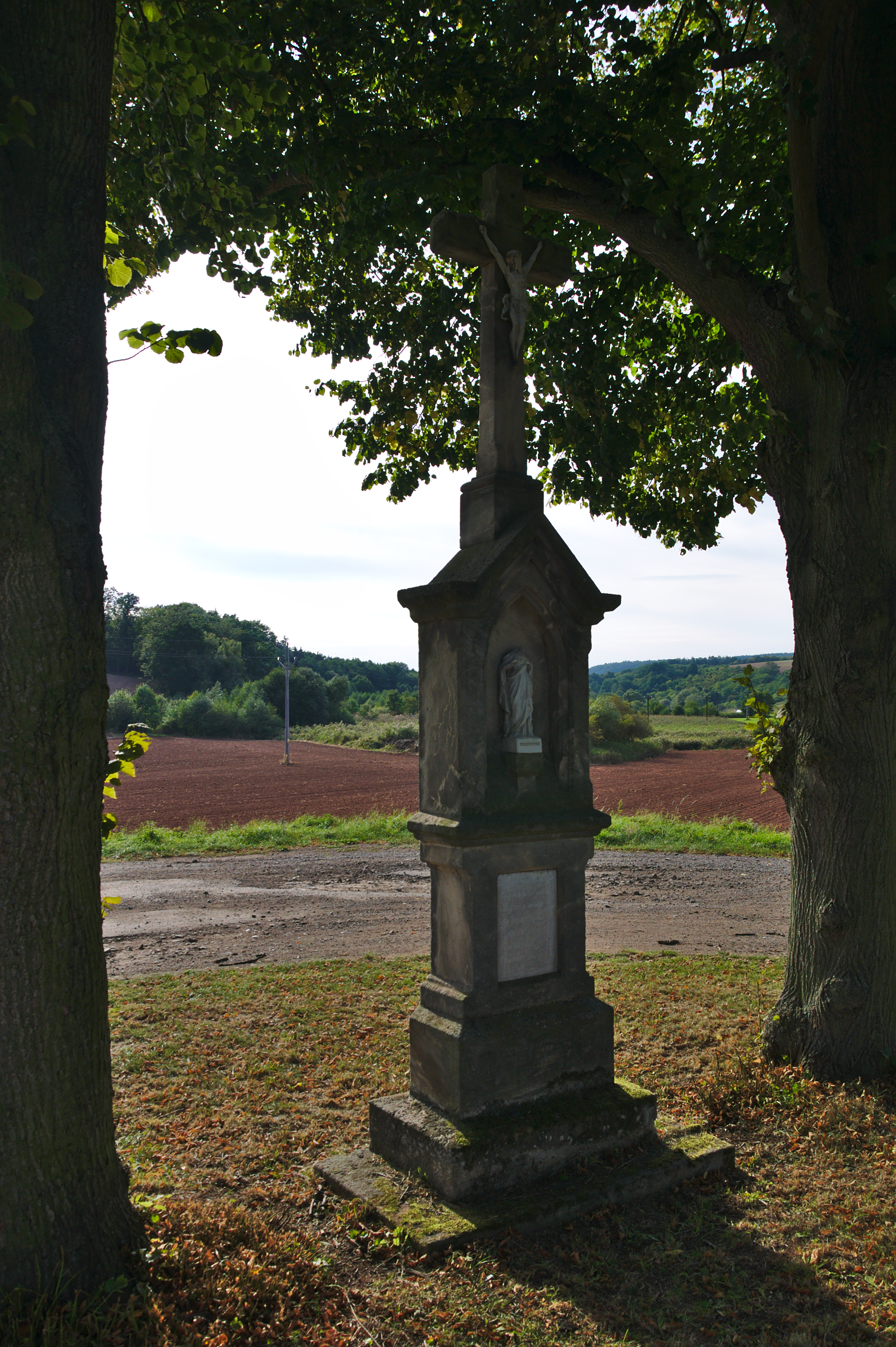
Kříž u zastávky
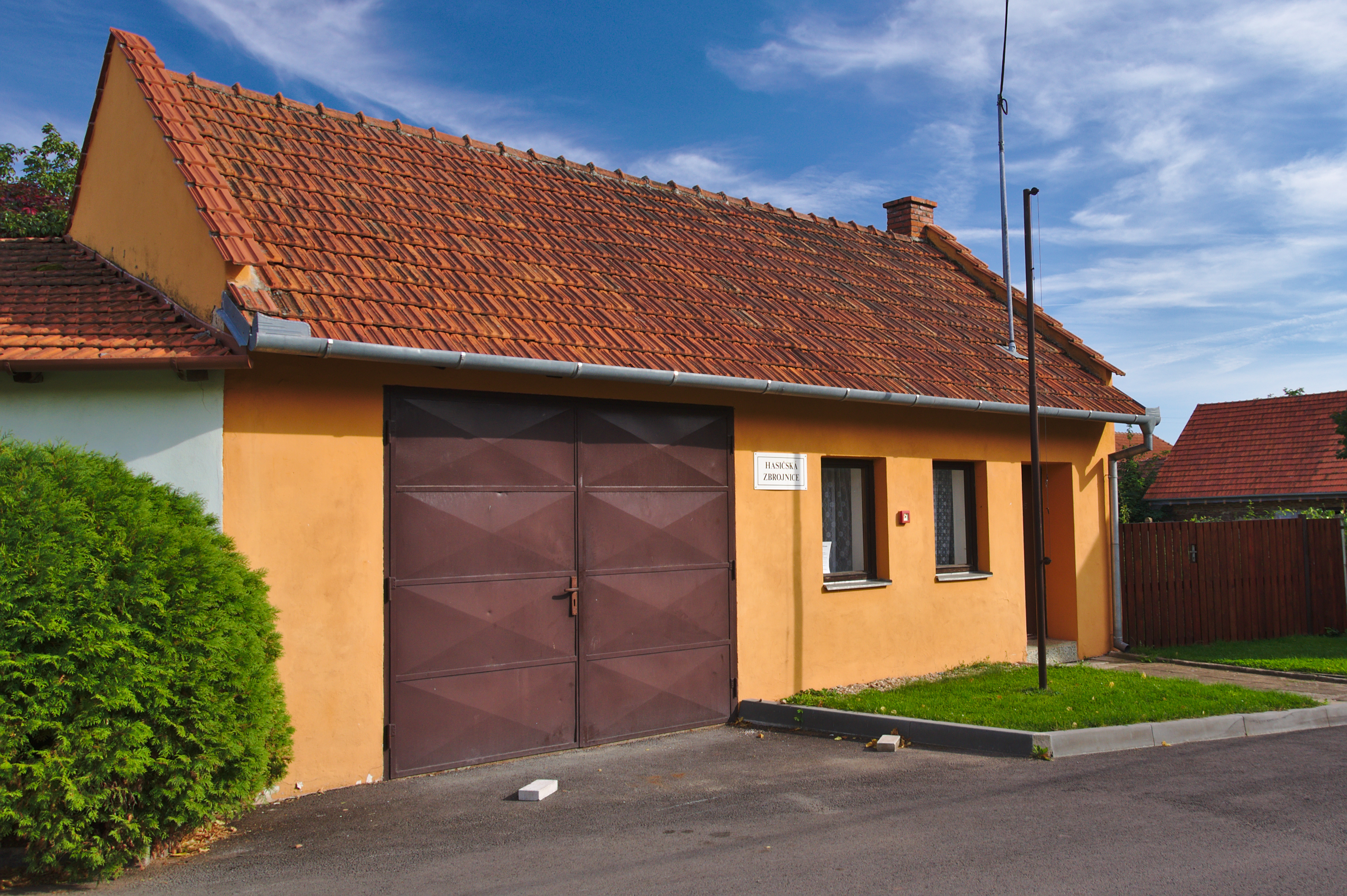
Hasičská zbrojnice
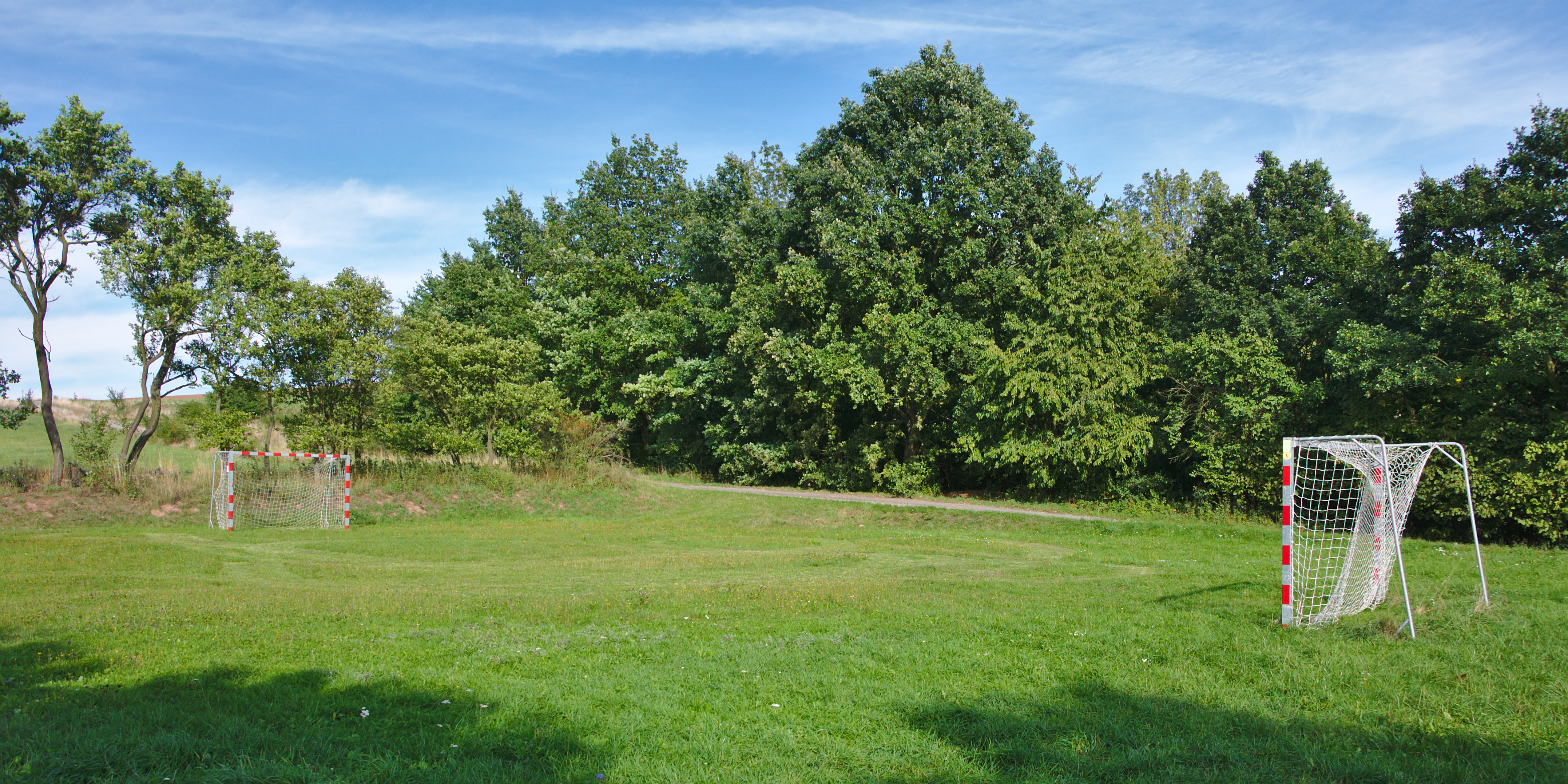
Fotbalové hřiště